# 구만초등학교 (충남)
구만초등학교는 대한민국 충청남도 예산군에 있는 공립 초등학교이다.

## 학교 연혁
- 1954. 09. 01. 고덕초등학교 구만분교장 설립인가
- 1956. 04. 07. 구만초등학교 승격인가
- 1956. 06. 05. 구만초등학교 개교
- 1984. 03. 02. 구만초등학교 병설유치원 설립인가
- 2009. 03. 01. 농산어촌 연중 돌봄학교 선정
- 2011. 03. 01. 도 지정 연구학교(교육정책연구학교)
- 2012. 10. 31. 충남 100대 교육과정 우수교 선정
- 2013. 02. 15. 제57회 졸업(총 3,122명)
- 2014. 03. 01. 초등 6학급, 유치원 1학급 편성
- 2014. 10. 17. 충남 100대 교육과정 우수교 선정
- 2015. 02. 13. 제59회 졸업(총 3,139명)
- 2015. 03. 01. 초등 6학급, 유치원 1학급 편성

## 참고 자료
- 구만초등학교 - 한국교육학술정보원 학교알리미